# WAWI-Schokolade
Die WAWI-Schokolade AG mit Sitz in Pirmasens ist ein deutsches Unternehmen der Süßwarenbranche und ein Hersteller von Schokoladen-Adventskalendern. Hauptprodukte sind Schokoreis, Adventskalender, Saisonhohlfiguren und Backschokolade.

## Unternehmensdaten
Die WAWI-Gruppe, zu der die WAWI-Euro GmbH gehört, hat im Geschäftsjahr 2012/2013 weltweit mit ca. 550 Mitarbeitern einen Absatz von über 15.000 Tonnen Schokoladenprodukte und Zuckerwaren mit neun Fabriken auf vier Kontinenten erzielt. Wawi produziert nach eigenen Angaben 25 Millionen Adventskalender und rund zehn Millionen Schoko-Nikoläuse jährlich.

## Geschichte
Walter Müller Sen. gründete 1957 ein Süßwarenfachgeschäft in Zweibrücken, dem später sechs weitere Filialen in der Pfalz folgten. Der Firmenname Wawi war ursprünglich der Kosename, den die Frau des Firmengründers ihrem Ehemann gab. In den 1950er und 1960er Jahren wuchs das Unternehmen mit der Hohlfiguren-Produktion (Osterhasen und Weihnachtsmänner). 1967 wurden die eigenen Fachgeschäfte aufgegeben. Die beiden Söhne Jürgen und Walter Müller übernahmen 1983 die Leitung und bauten mit dem neuen Standort für die gerade begonnene Produktion von Puffreis-Schokolade in Münchweiler an der Rodalb die Firma weiter aus.
Mitte der 1990er Jahre begann die Expansion des Unternehmens außerhalb Deutschlands. 1994 entstand die erste Produktion in Xiamen (China). 1996 folgte Montreal (Kanada), 1998 weitere Standorte in Melbourne (Australien) und St. Petersburg (Russland). 2009 wurde die Fabrik in Satu Mare (Rumänien) eröffnet. Seit 1996 gehörte auch die Firma Fuchs & Hoffmann in Bexbach im Rahmen einer Beteiligung zur WAWI-Group.
Im alten Fabrikgebäude in Pirmasens können Besucher seit 2004 in der Gläsernen Produktion, zu der auch Fabrikverkauf, Museum und Cafeteria gehören, bei der Herstellung und Dekorierung der Weihnachtsmänner und Osterhasen zusehen.
2007 hat die WAWI-Euro GmbH den Vertrieb der beiden Marken Nappo – Holländischer Nougat und Moritz Eiskonfekt übernommen, die von der Firma Nappo & Moritz GmbH in Krefeld am Niederrhein produziert werden. Seit 2009 und 2010 wurden sukzessive die Anteile an der Fuchs & Hoffmann GmbH an die Krüger-Gruppe verkauft. Seit 2010 ist WAWI durch eine Minderheitsbeteiligung mit der Firma Coppeneur et Compagnon in Bad Honnef, einem Hersteller von hochwertigen Pralinen, Trüffel und Schokoladen, verbunden. 2011 ergänzte Andreas Nickenig Walter Müller im Vorstand der WAWI AG.
Seit 2013 präsentiert sich die Unternehmensgruppe mit neuem Auftritt als The WAWI-Group, dem ein Relaunch mit Neupositionierung der Marke WAWI folgte. Die Marke WAWI soll für natürlichen und leichten Schokoladengenuss mit Cerealien und ohne künstliche Zusätze stehen.
Am 1. März 2018 trat Richard Müller neben seinem Vater Walter Müller in den Vorstand der Wawi Schokoladen AG ein, den sie bis zum Ausscheiden Walter Müllers im August desselben Jahres gemeinsam führten.
Seit im März 2021 eine neue Produktionsstraße im Werk in Münchweiler in Betrieb genommen wurde, verfügt WAWI über eine Produktionskapazität von jährlich 11.000 Tonnen Schokolade.
2025 arbeitete WAWI mit dem Start-up-Unternehmen Planet A Foods zusammen, um Erdnussbutter-Eier mit kakaofreiem Schokoladenüberzug für den britischen Markt herzustellen.

## Produkte und WAWI-Schokowelt
Das Hauptprodukt ist Puffreis aus Edelvollmilchschokolade und geröstetem Knusperreis, der im Hauptwerk in Münchweiler an der Rodalb produziert wird. Daneben gibt es Schokoreis in den Sorten Weiße und Zartbitter Schokolade sowie die Schoko-Wölkchen aus gepufftem Weizen und Edelvollmilchschokolade. Weitere Produkte sind saisonale Hohlfiguren für Weihnachten und Ostern, die von Hand dekoriert oder in Alufolie gewickelt werden, Adventskalender und Backschokolade (Blockschokolade und Kuvertüre). In dem 2022 wiedereröffneten Fabrikverkauf, welcher WAWI-Schokowelt genannt wurde, können Besucher in der Gläsernen Produktion die Herstellung von Weihnachtsmännern sowie Osterhasen besichtigen. Zudem ist es möglich flüssige Schokolade aus einer der drei vorhandenen Schokoladen-Conchen zu probieren oder ein Café zu besuchen.

## Beteiligungen
Die WAWI-Schokolade AG ist beteiligt an:
- WAWI Euro GmbH, Münchweiler (Anteil: 100 %)
- WAWI Süßwaren-Saisonspezialitäten, Pirmasens (100 %)
- WAWI Gesellschaft für Auslandsbet. Bereich China GmbH, Münchweiler (90 %)
- WAWI Chocolate (Aust) Pty Ltd., Australien (51 %)
- WAWI Innovation GmbH(Früher Mkm GmbH – Manufaktur für Geniesser) (65 %)[19][20]
- Nappo & Moritz GmbH, Kempen (35 % und Markenrechte)
- Heritage Fine Chocolates (Aust) Pty Ltd, Australien, (20 %)
- CCC Confiserie Coppeneur et Compagnon GmbH, Bad Honnef (25,1 %)
- S.C. Müller & Prietenii S.R.L., Odoreu/Rumänien (37 %).
- Seidl Confiserie, Laaber/Deutschland (Minderheitsbeteiligung)[21]